# Aleksandr Grinberg
Aleksandr Danilovich Grinberg, in russo Александр Данилович Гринберг? (1885 – 1976), è stato un fotografo russo.

## Biografia
Fu premiato nel 1908 con la medaglia d'argento alla mostra fotografica nazionale russa e con la medaglia d'oro alla mostra internazionale di Dresda.
A partire dal 1929, anno in cui il regime sovietico concentrò le sue attenzioni sulle arti, la sua fotografia erotica fu considerata sconveniente per la morale sovietica, indicata come un esempio dell'"indulgente ozio del ricco". Lui organizzò rischiose mostre con foto di donne seminude e fu condannato a scontare una pena in campo di lavoro in un gulag (1936-1939) "per distribuzione di materiale pornografico".